# Saint-Pierre (eiland)
Saint-Pierre (Frans: Île Saint-Pierre) is een van de twee bewoonde eilanden in het Franse overzeese gebied Saint-Pierre en Miquelon, waarop de hoofdstad Saint-Pierre is gelegen. Het eiland, gelegen voor de kust van Oost-Canada, beslaat een oppervlakte van 25 km². Het heeft 5456 inwoners (census 2011), waarmee het verreweg het dichtstbevolkte eiland van het gebied is (ca. 218 inwoners per km²). De burgemeester van Saint-Pierre is Karine Claireaux.

## Geografie
Saint-Pierre en Miquelon bestaat uit twee hoofdeilanden: Saint-Pierre en Miquelon-Langlade. Saint-Pierre is van vulkanische oorsprong, maar op het eiland komen ook veel oudere gesteentes voor. Het eiland bevindt zich 18 km ten zuidwesten van Burin, een zuidelijk schiereiland van Newfoundland.
Voor de kust van Saint-Pierre liggen enkele kleinere eilanden:
- Île aux Marins
- Île aux Pigeons
- Île aux Vainqueurs
- Grand Colombier
- Petit Colombier

## Geschiedenis
De oudste vermelding van het eiland is die van de Franse zeevaarder en ontdekkingsreiziger Jacques Cartier uit 1536: "Nous fumes ausdictes yles sainct Pierre, ou trouvasmes plusieurs navires, tant de France que de Bretaigne, depuis le jour sainct Bernabe, XIe de juing, jusques au XVIe jour dudict moys, que appareillasmes desdictes ysles sainct Pierre et vynmes au cap de Raze."

## Demografie
De bevolking van Saint-Pierre is hoofdzakelijk van Baskische, Acadische Normandische en Bretonse oorsprong. In 1999 waren er 5618 inwoners, in 2006 was dit aantal gedaald tot 5509. In 2011 waren er 5456 inwoners.